# Diócesis de Shaozhou
La diócesis de Shaozhou o de Shiuchow (en latín: Dioecesis Sciaoceuvensis y en chino: 天主教韶州教区) es una circunscripción eclesiástica de la Iglesia católica en China. Se trata de una diócesis latina, sufragánea de la arquidiócesis de Cantón. Desde 1970 es sede vacante y su administrador es el arzobispo Joseph Gan Junqiu, aunque para el Anuario Pontificio está vacante desde el 21 de octubre de 1962. En año desconocido la Asociación Patriótica Católica China la renombró diócesis de Shaoguan y en 1994 la puso bajo administración de su diócesis de Cantón, sin el consentimiento de la Santa Sede. 

## Territorio y organización
La diócesis extiende su jurisdicción sobre los fieles católicos de rito latino residentes en parte de la provincia de Cantón. 
La sede de la diócesis se encuentra en la ciudad de Shaoguan (antes llamada Shaozhou).
En 1950 en la diócesis existían 29 parroquias.

## Historia
El vicariato apostólico de Shaozhou o Shiuchow fue erigido el 9 de abril de 1920 con el breve Cum opitulante del papa Benedicto XV, derivando el territorio del vicariato apostólico de Cantón (hoy arquidiócesis).
El primer obispo de Shaozhou fue Luigi Versiglia, quien junto con el sacerdote Calisto Caravario, fueron fusilados por tropas irregulares el 25 de febrero de 1930 y canonizados por el papa Juan Pablo II el 1 de octubre de 2000.
El 11 de abril de 1946 el vicariato apostólico de Shaozhou o Shiuchow fue elevado a diócesis con la bula Quotidie Nos del papa Pío XII.
En noviembre de 1949 el área fue ocupada por el Partido Comunista de China, que se impuso en la guerra civil y proclamó la República Popular China el 1 de octubre de 1949. El 4 de septiembre de 1951 China comunista expulsó al nuncio apostólico Antonio Riberi y la Santa Sede continuó reconociendo a la República de China en Taiwán como el legítimo gobierno chino. Todos los misioneros extranjeros fueron expulsados de China comunista en 1952, entre ellos el obispo italiano Michele Alberto Arduino, quien mantuvo la titularidad de la sede hasta 1962.
La Asociación Patriótica Católica China fue creada con el apoyo de la Oficina de Asuntos Religiosos de la República Popular de China en 1957, con el objetivo de controlar las actividades de los católicos en China. Su nombre público es Iglesia católica china y es referida como la "Iglesia oficial" en contraposición a la "Iglesia subterránea" o "Iglesia clandestina" leal a la Santa Sede.
El 24 de enero de 1962 fue consagrado el obispo "oficial" Xia Xue-qian, sin el permiso papal. Falleció circa 1970 y la diócesis permanece vacante desde entonces.
En el período de 1966 a 1976 la Revolución Cultural se ensañó especialmente contra la religión, destruyéndose numerosas iglesias y cesaron todas las actividades religiosas en la diócesis, que pudo reanudar sus operaciones a principios de la década de 1980.
En año desconocido la Asociación Patriótica Católica China renombró la diócesis a diócesis de Shaoguan y en 1994 la puso bajo administración de su diócesis de Cantón, sin el consentimiento de la Santa Sede. 
El 22 de septiembre de 2018 se firmó en Pekín el Acuerdo provisional entre la Santa Sede y la República Popular de China sobre el nombramiento de los obispos. El 22 de octubre de 2020 el acuerdo fue prorrogado por otros dos años y en octubre de 2022 por otros dos años más.
Debido a la situación particular de la Iglesia católica en China, la Santa Sede no nombra obispos para las diócesis chinas, que son sedes oficialmente vacantes incluso en presencia de obispos reconocidos por Roma.

## Estadísticas
Según el Anuario Pontificio 1951 la diócesis tenía a fines de 1950 un total de 5199 fieles bautizados.
| Año                                                                             | Población            | Población | Población      | Sacerdotes | Sacerdotes    | Sacerdotes    | Bautizados por sacerdote | Diáconos permanentes | Religiosos | Religiosos | Parroquias |
| Año                                                                             | Bautizados católicos | Total     | % de católicos | Total      | Clero secular | Clero regular | Bautizados por sacerdote | Diáconos permanentes | Varones    | Mujeres    | Parroquias |
| ------------------------------------------------------------------------------- | -------------------- | --------- | -------------- | ---------- | ------------- | ------------- | ------------------------ | -------------------- | ---------- | ---------- | ---------- |
| 1950                                                                            | 5199                 | 2 500 000 | 0.2            | 23         | 3             | 20            | 226                      |                      |            | 29         |            |
| Fuente: Catholic-Hierarchy, que a su vez toma los datos del Anuario Pontificio. |                      |           |                |            |               |               |                          |                      |            |            |            |

## Episcopologio
- San Luigi Versiglia, S.D.B. † (22 de abril de 1920-25 de febrero de 1930 falleció)
- Ignazio Canazei, S.D.B. † (24 de julio de 1930-12 de octubre de 1946 falleció)
- Michele Alberto Arduino, S.D.B. † (9 de abril de 1948-21 de octubre de 1962 nombrado obispo de Gerace-Locri)
  - Sede vacante
  - Xia Xue-qian † (24 de enero de 1962 consagrado-1970? falleció)